# 屈伊 (沃州)
屈伊（法語：Cully，法語發音：[kyji] ⓘ）是瑞士沃州的一个旧市镇。在行政上属于拉沃-奥龙区管辖。屈伊的总面积为2.38平方公里。截至2010年底，总人口为1,785。

## 历史
2011年7月1日，屈伊、埃佩斯、格朗沃、里耶、维莱特合并，组成拉沃地区布尔格镇。

## 地理
南临莱芒湖。